# 패스트-워킹
《패스트-워킹》(영어: Fast-Walking)은 미국에서 제작된 1982년 교도소 드라마 영화이다. 제임스 B. 해리스가 연출, 제작, 각본을 맡았으며, 제임스 우즈 등이 출연하였다.

## 출연진
- 제임스 우즈
- 팀 매킨타이어
- 케이 렌즈
- 로버트 훅스
- 찰스 웰던
- M. 에밋 월시
- 수전 터렐
- 존 프리드릭
- 랜스 러골트
- 티머시 케리
- 샌디 워드
- 시드니 래식
- 헬렌 페이지 캠프
- K 캘런

## 같이 보기
- 도전 (1980년 영화)
- 쇼생크 탈출 (1994년 영화)